# دانشگاه زنیتسا
دانشگاه زنیتسا یک دانشگاه دولتی است که در شهر زنیتسا، بوسنی و هرزگوین واقع شده است. این دانشگاه در سال ۲۰۰۰ تأسیس شد، هنگامی که دانشکده‌های زنیتسا تصمیم گرفتند از دانشگاه سارایوو جدا شوند.

## دانشکده‌ها
- دانشکده متالوژی و تکنولوژی[۲]
- دانشکده مهندسی مکانیک[۳]
- دانشکده فلسفه[۴]
- دانشکده اقتصاد[۵]
- دانشکده حقوق[۶]
- دانشکده پزشکی[۷]
- دانشکده علوم تربیتی اسلامی[۸]
- دانشکده پلی‌تکنیک[۹]

## انستیتو
- انستیتو «کمال کاپتانوویچ»